# Cypripedium kentuckiense
Cypripedium kentuckiense är en orkidéart som beskrevs av Clyde Franklin Reed.
Cypripedium kentuckiense ingår i släktet guckuskor och familjen orkidéer. Inga underarter finns listade i Catalogue of Life.

## Bildgalleri

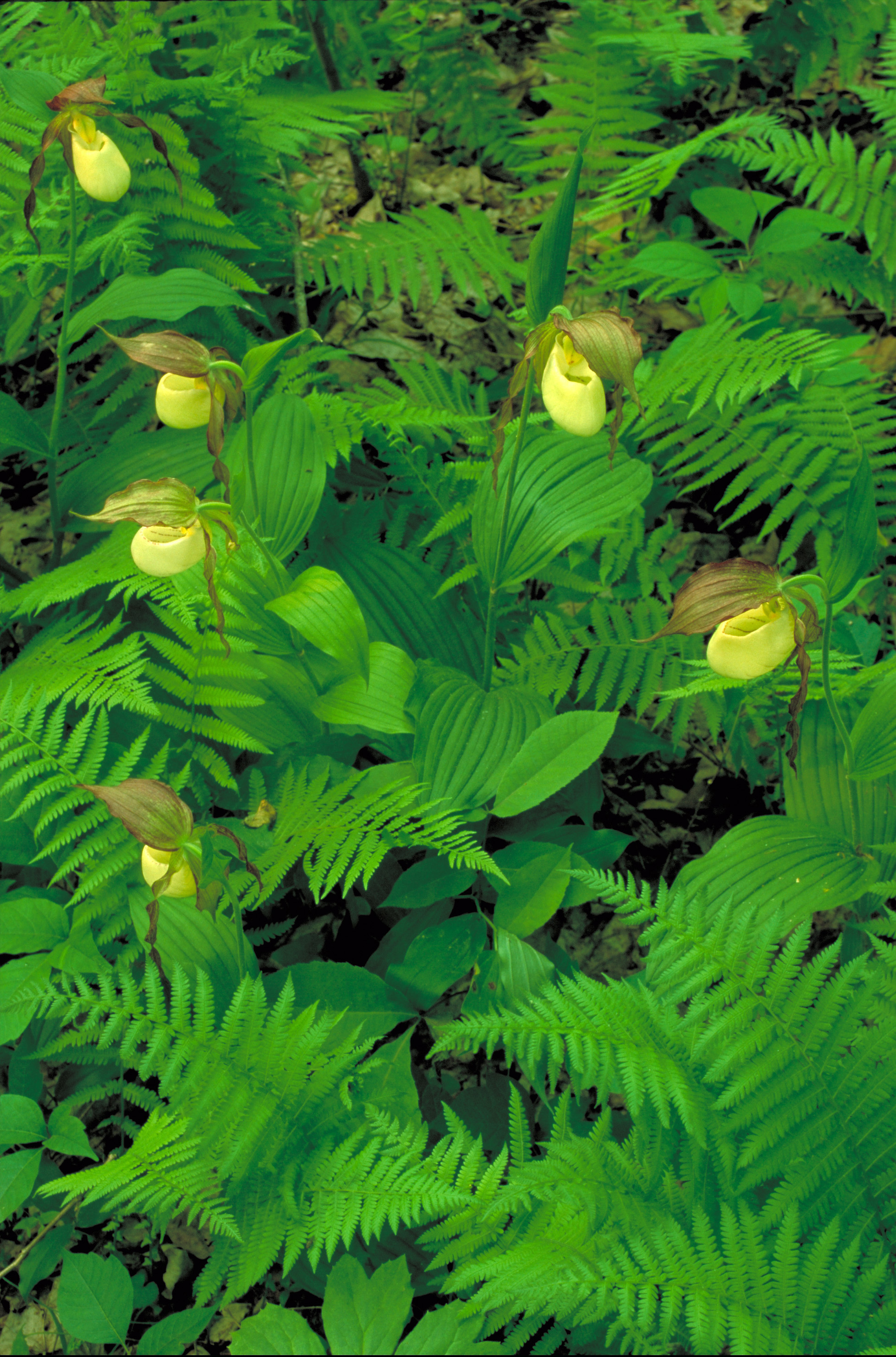
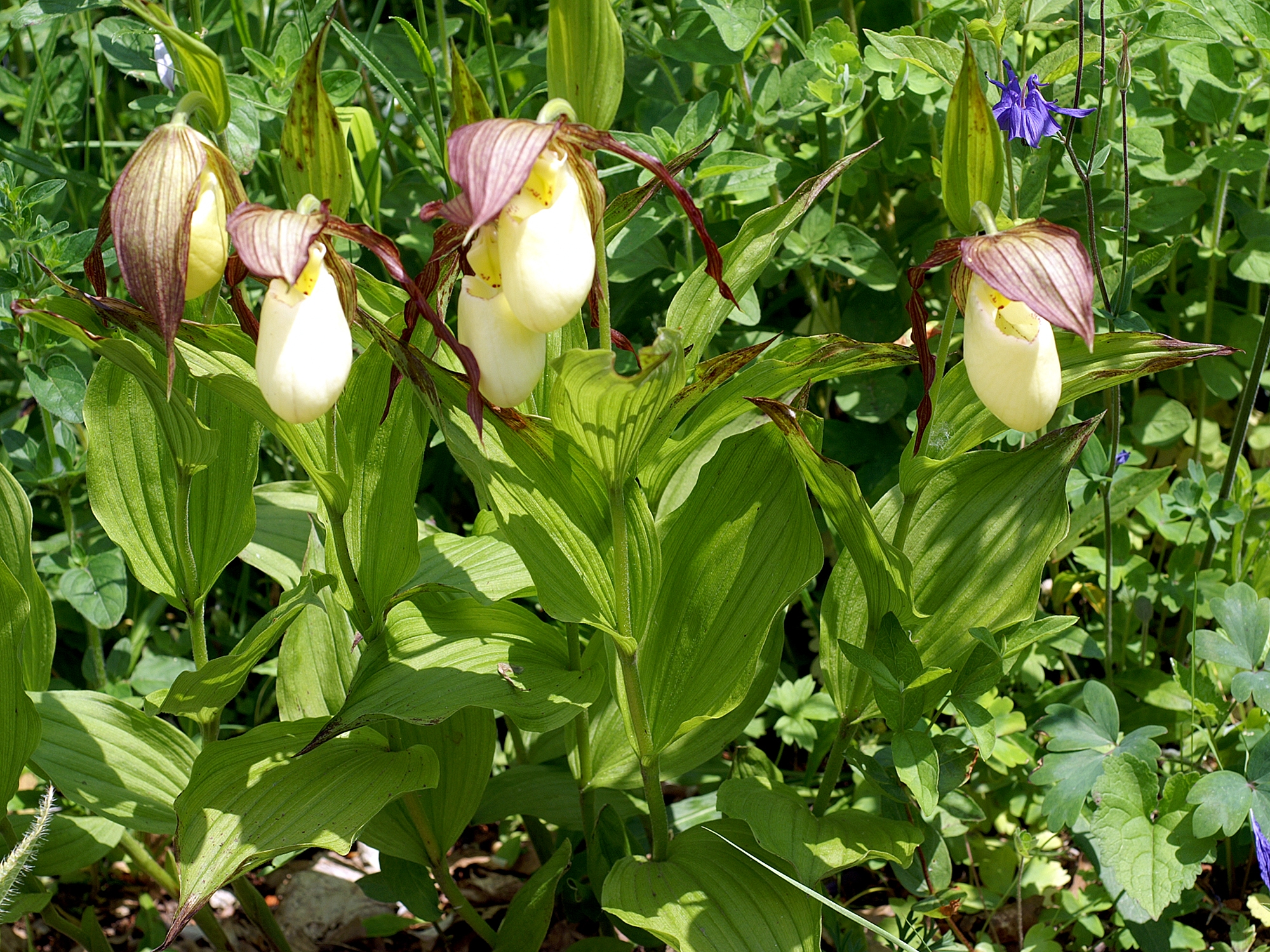
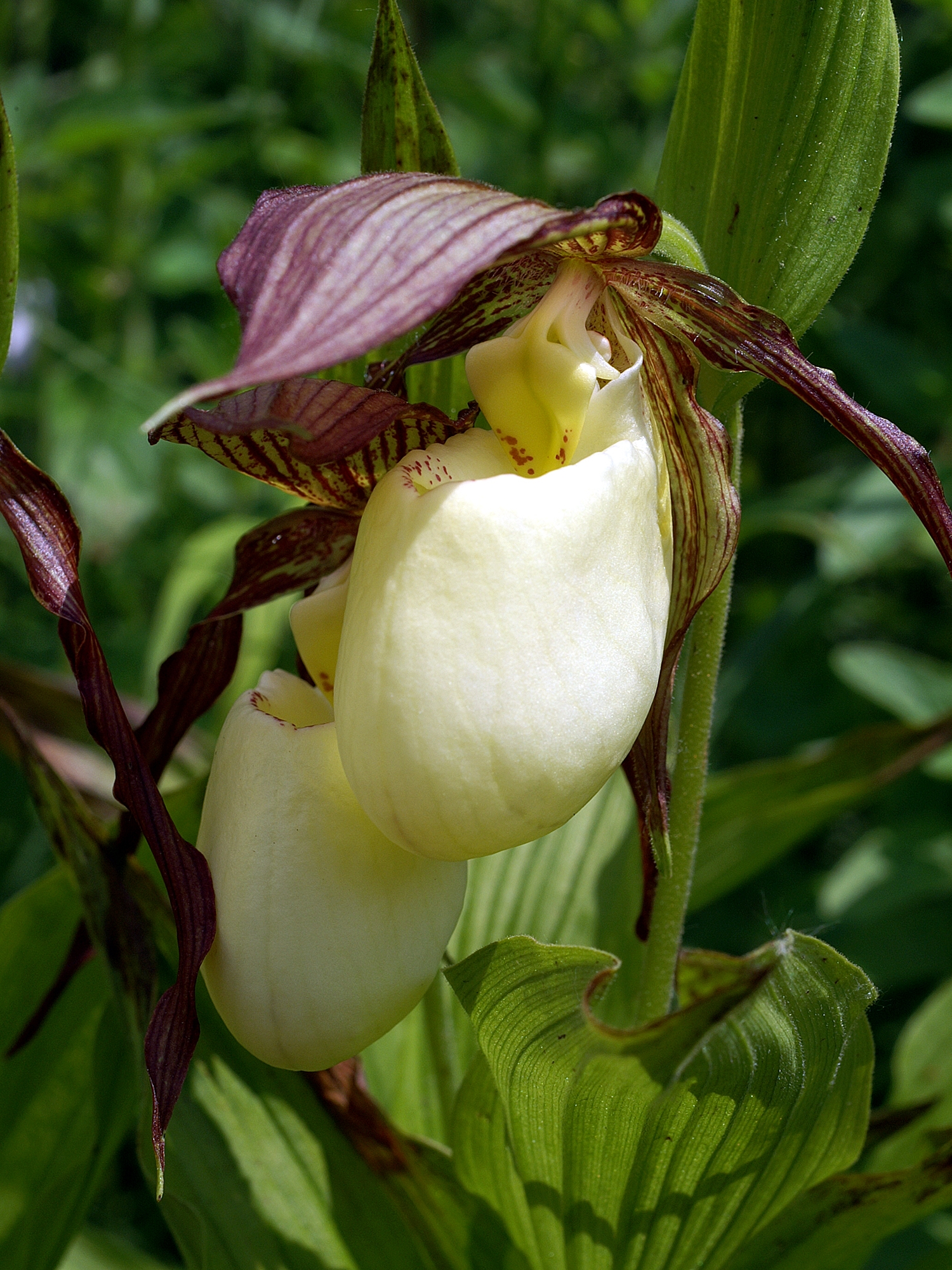
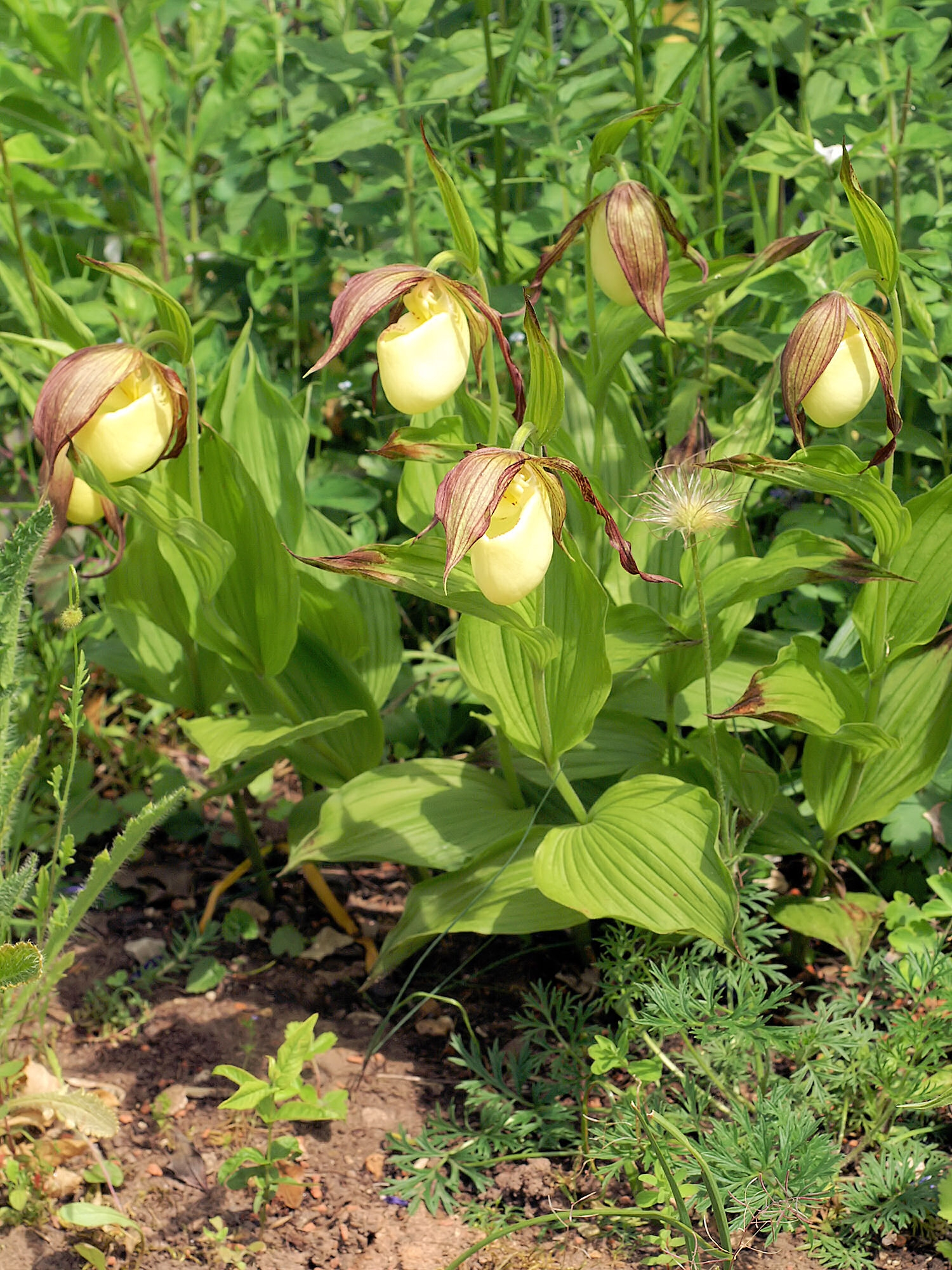
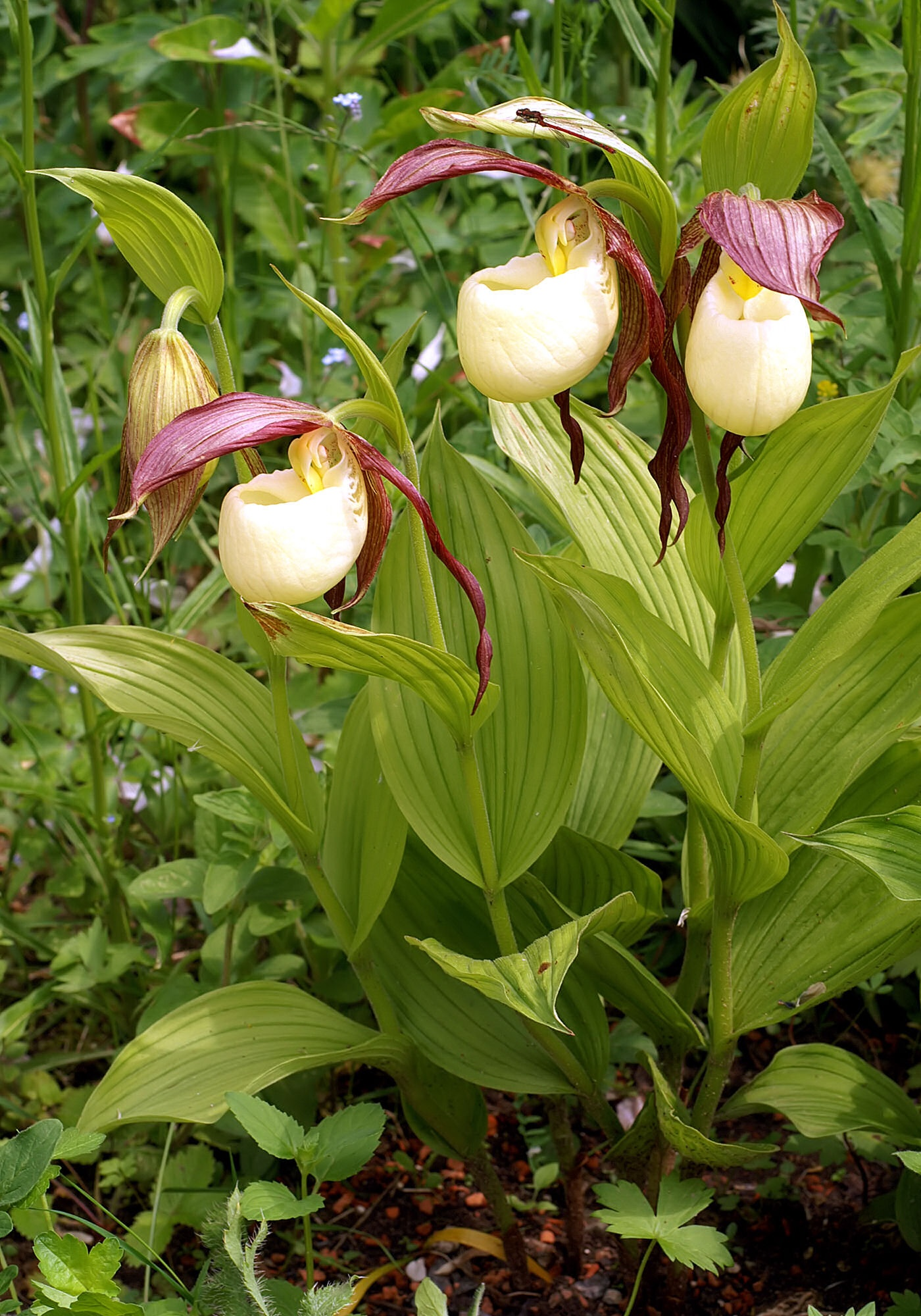
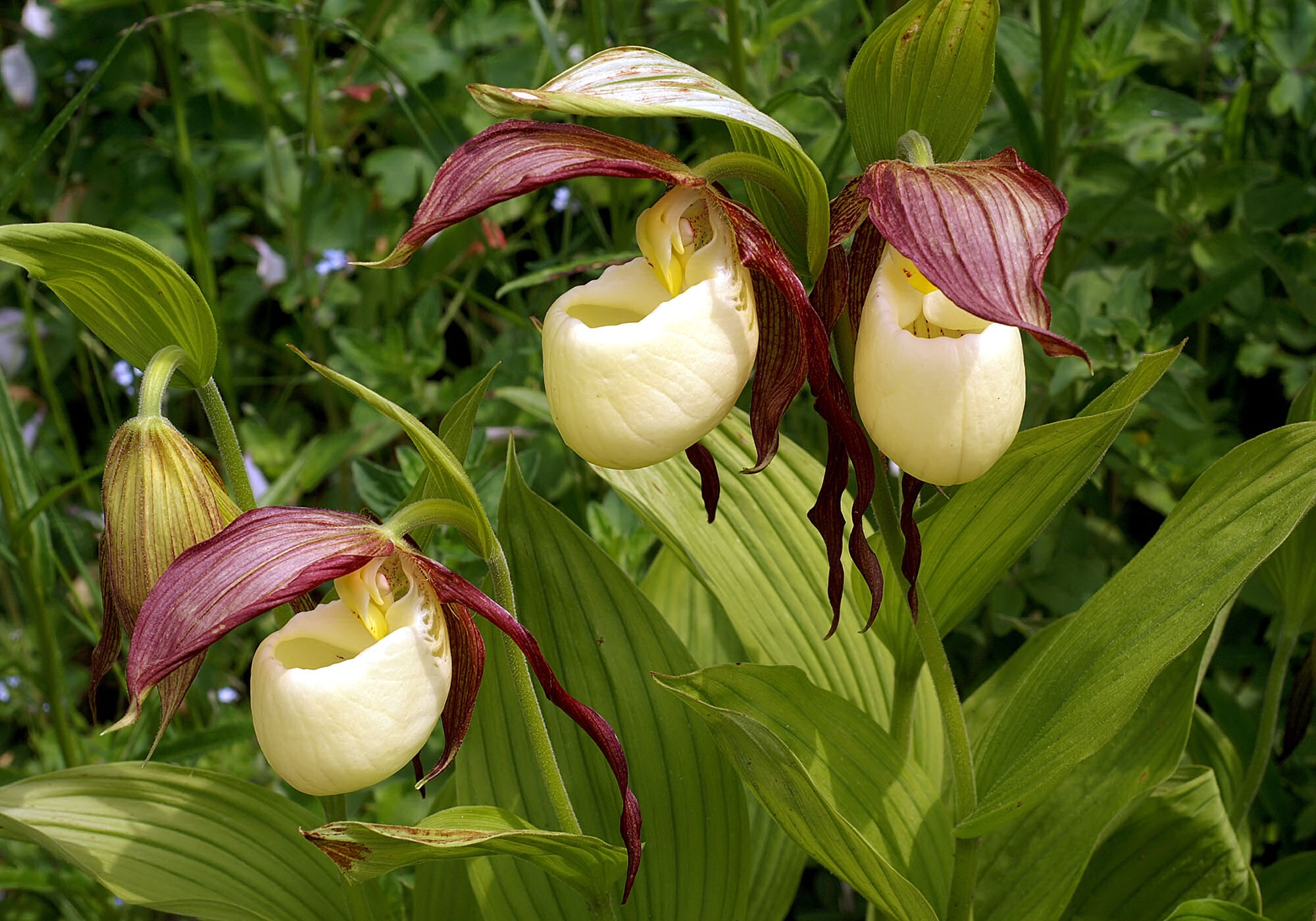